# Little Things (bài hát của One Direction)
"Little Things" là bài hát của nhóm nhạc nam Anh-Ireland One Direction trong album phòng thu thứ hai của họ, Take Me Home (2012). Nó được phát hành bởi Syco Music vào ngày 3 tháng 12 năm 2012 với tư cách là đĩa đơn thứ hai. Bài hát được viết bởi Fiona Bevan và Ed Sheeran, và được sản xuất bởi Jake Gosling. Bevan khiến Sheeran chú ý tới bài hát khi anh đang trong phòng thu với nhóm vào năm 2012, tạo điều kiện để nhóm thu âm bài hát. "Little Things" là một bản ballad pop và folk nửa nhịp, khẳng định rằng những điều thiếu sót khiến một người trở nên khác biệt.
Bài hát nhận nhiều ý kiến trái chiều từ giới phê bình, trong đó nhiều người cảm thấy bài hát chưa khiến họ thấy thuyết phục. Bài hát trở thành bài hát số một thứ hai của nhóm tại Anh Quốc, cùng với đó là việc lọt vào top 10 tại Australia, Ireland, và New Zealand. Thêm vào đó, bài hát cũng có mặt trong top 40 tại Bỉ (Wallonia), Canada, Đan Mạch, Thụy Điển, Thụy Sĩ và Hoa Kỳ. Đĩa đơn được chứng nhận bạch kim từ RIAA nhờ bán ra 1 triệu bản thu âm.
Video âm nhạc đi kèm, do Vaughan Arnell đạo diễn, được quay trắng đen và theo một chủ đề khá đơn giản — One Direction thu âm ca khúc. Khi ra mắt, video nhận nhiều ý kiến tích cực và là một bản đi kèm hoàn hảo cho ca khúc. Nhóm nhạc thể hiện ca khúc ở cả hai phiên bản Anh và Hoa Kỳ của chương trình The X Factor cũng như trong hai chuyến lưu diễn Take Me Home Tour (2013) và Where We Are Tour (2014).

## Bối cảnh và ý tưởng
"Little Things" được viết bởi ca sĩ-nhạc sĩ người Anh Ed Sheeran và Fiona Bevan, và do Jake Gosling sản xuất. Vào tháng 2 năm 2012, One Direction tỏ ý muốn hợp tác với Sheeran trong album phòng thứ hai. Vào tháng 6 năm 2012, Sheeran tiết lộ rằng One Direction sẽ thu âm hai trong số các ca khúc anh sáng tác. Vào tháng 10 năm 2012, Sheeran nhắc tới sự tham gia của Bevan trong việc viết bài hát trong một buổi phỏng vấn với kênh phát thanh Anh Capital FM: "Điều tuyệt vời là tôi đã viết ca khúc đó với cô gái tên Fiona Bevan khi tôi 17 và chúng tôi bị thất lạc nó. Tôi vẫn giữ liên lạc với Fiona, chúng tôi vẫn biểu diễn chung và nhiều thứ khác và khoảng hai tháng trước cô ấy gửi tôi giai điệu ấy và hỏi, 'Này, anh nhớ cái này không?' và tôi đáp lại 'Có, nhớ chứ', và lúc đó tôi đang ở chỗ phòng thu với mấy cậu One Direction rồi tôi chơi bài đó và họ phản ứng như kiểu, 'Chúng tôi thực sự thích bài đó đấy'. Một đoạn trong bài hát là một trong những đoạn tôi yêu thích nhất mà tôi từng sáng tác." Vào ngày 15 tháng 10 năm 2012, Louis Tomlinson khẳng định qua mạng xã hội Twitter rằng "Little Things" sẽ là đĩa đơn thứ hai trong album phòng thu thứ hai của họ Take Me Home.

## Cấu trúc và lời bài hát
"Little Things" là một bản ballad pop và folk nhịp vừa phải dài 3 phút 39 giây. Được viết trong khóa sol trưởng, nhịp điệu được đặt ở nhịp 4/4 với tốc độ 110 nhịp một phút. Âm vực của One Direction trong bài hát kéo dài từ nốt A3 tới D5. Nhạc khí bao gồm dây đàn guitar, tiếng đàn piano và giọng hát. Bài hát sử dụng kiểu nhạc guitar acoustic nhanh và có sự chuyển đổi giọng ca chính. Lời bài hát tập trung vào sự khẳng định rằng mặt trái là thứ khiến một người trở nên đặc biệt. Trong một cuộc phỏng vấn vào tháng 9 năm 2012 với MTV News, Ed Sheeran nói vui rằng bài hát "nói về những điều tuyệt nhất của ai đó, những thứ mà bạn không ngờ tới." Anh miêu tả "Little Things" là một "bài hát để đánh giá," và kết thúc với câu: "Ed của tuổi mười bảy đã viết thật là nhiều bài hát".

## Ý kiến phê bình
"Little Things" tạo ra nhiều ý kiến trái chiều trong giới phê bình âm nhạc. Grady Smith của Entertainment Weekly miêu tả chất trữ tình của bài hát "lạc lối trầm trọng" đối với đối tượng khán giả mà One Direction hướng đến. Melinda Newman của HitFix, về phần lời bài hát, viết rằng phụ nữ muốn nam giới coi những khiếm khuyết của họ không tồn tại và coi như không hề nhìn thấy nó. Cả Kate Wills của The Independent và Jon Dolan của Rolling Stone nhận xét lời bài hát thật chối tai. Mặc dù Bill Lamb của About.com cùng chia sẻ quan điểm của Grady Smith, anh vẫn ủng hộ sản phẩm "ấn tượng" của Gosling và phần thể hiện giọng xuất sắc của nhóm nhạc. Al Fox của BBC Music, khi nói tới "sự theo đuổi tiếng tăm", cảm thấy One Direction đang "cho thấy giá trị thật của họ" với "Little Things". Jon Caramanica của The New York Times miêu tả phong cách viết nhạc của Ed Sheeran "xấu xí một cách kì lạ trong tay của một nhóm nhạc hào nhoáng như vậy". Ngược lại, Alexis Petridis của The Guardian miêu tả ca khúc "tinh tế hơn cả về mặt lời và mặt cảm xúc hơn bất cứ bài hát nào trong album." Biên tập viên Sarah Rodman của The Boston Globe chọn ca khúc là phần tuyệt nhất của cả album, và Matt Collar từ Allmusic coi bản ballad là "sự trưởng thành cho âm nhạc tuyệt hảo không bàn cãi của One Direction." Robert Copsey của Digital Spy cho rằng "Little Things" có thể hiểu là "những dấu hiệu trưởng thành ban đầu" của nhóm.

## Doanh thu
"Little Things" xuất phát trên Irish Singles Chart ở vị trí số hai vào ngày 15 tháng 11 năm 2012, đánh dấu bài hát thứ năm lọt vào top 10 của One Direction tại Ireland. Bài hát ra mắt tại vị trí số một trên UK Singles Chart vào ngày 18 tháng 11 năm 2012, trở thành bài hát đầu bảng thứ hai của One Direction tại Anh Quốc. Cả album thứ hai Take Me Home và "Little Things" đều đồng thời xuất phát ở vị trí thứ nhất tại Anh, đưa One Direction trở thành những nghệ sĩ trẻ nhất trong lịch sử ở Anh đạt được thành tích này. Thêm vào đó, bài hát cũng lọt vào top 40 tại Bỉ (Wallonia), Đan Mạch, Thụy Điển, và Thụy Sĩ. Nó trở thành bài hát thứ ba của nhóm giành được vị trí trong top 40 ở cả Thụy Điển và Bỉ (Wallonia). Bài hát cũng có mặt trên các bảng xếp hạng của các quốc gia khác tại châu Âu như Áo, Bỉ (Flanders), Pháp, Đức, và Slovakia nhưng ở các vị trí khá thấp.
Bài hát gia nhập ở vị trí thứ 9 trên Australian Singles Chart vào ngày 25 tháng 11 năm 2012, là vị trí cao nhất cũng như bài hát thứ 4 lọt lọt vào top 10 ở Úc. Nó giữ vị trí đó trong tuần thứ hai và được Hiệp hội Công nghiệp ghi âm Úc (ARIA) chứng nhận ba đĩa bạch kim, đồng nghĩa với việc tiêu thụ 210.000 bản. Bài hát xuất phát trên New Zealand Singles Chart ở vị trí số hai vào ngày 19 tháng 11 năm 2012, là vị trí cao nhất của nó cũng như là sản phẩm thứ ba của nhóm lọt vào top năm tại New Zealand. "Little Things" tính đến nay đã nhận được một chứng nhận vàng từ Hiệp hội Công nghiệp ghi âm New Zealand (RIANZ) nhờ bán được 7.500 bản.
Bản ballad trở thành bài hát thứ tư của One Direction lọt vào top 40 trên Canadian Hot 100, lên cao nhất ở vị trí số 20. Trong tuần lễ kết thúc vào ngày 18 tháng 11 năm 2012, "Little Things" xuất phát trên Billboard Hot 100 của Hoa Kỳ ở vị trí thứ 41, bán được 91.000 bản trong tuần đầu tiên. Nhờ hiệu ứng "chạy đua tải nhạc cuối năm" trong tuần lễ kết thúc vào ngày 30 tháng 12 năm 2012, lượng tiêu thụ hàng tuần của đĩa đơn tăng 189% so với tuần trước lên con số 153.000 bản. Doanh thu tăng cũng góp phần đẩy bài hát lên vị trí thứ 33 trên Hot 100 trong tuần thứ bảy. Bài hát cũng tăng số lượng đĩa đơn top 40 trên Hot 100 của One Direction lên con số 4. Bài hát cũng xuất hiện trên Pop Songs và Hot 100 Airplay, xếp hạng cao nhất lần lượt ở các vị trí 19 và 61. "Little Things" đã bán được 502.000 bản tại Hoa Kỳ tính cho tới 7 tháng 1 năm 2013. Đĩa đơn được chứng nhận bạch kim bởi Hiệp hội Công nghiệp ghi âm Hoa Kỳ (RIAA) vào ngày 9 tháng 5 năm 2013 nhờ tiêu thụ 1.000.000 bản.

## Video âm nhạc
Video âm nhạc của "Little Things" được quay đen trắng hoàn toàn và do Vaughan Arnell đạo diễn, người đã từng đạo diễn video âm nhạc cho bài hát "Live While We're Young" của nhóm. Vào ngày 15 tháng 10 năm 2012,thành viên Louis Tomlinson tiết lộ qua trang mạng xã hội Twitter rằng video của "Little Things" đang được hoàn thành. Một thành viên khác là Zayn Malik xác nhận rằng họ đã hoàn thành xong việc quay phim vào ngày hôm sau. Trong năm ngày trước khi chính thức ra mắt video, mỗi ngày One Direction đăng một đoạn teaser chiếu cảnh từ video cũng như cảnh hậu trường, và một thành viên sẽ thông báo còn bao nhiêu ngày nữa thì video sẽ chính thức lên sóng. Video chính thức được tải lên trên trang Vevo của nhóm trên YouTube vào ngày 2 tháng 11 năm 2012.
Video có hình ảnh khá là đơn giản — One Direction đang thu âm bài hát. Trong một cuộc phỏng vấn vào tháng 11 năm 2012 với MTV News, Arnell nói anh không hề muốn làm mọi thứ quá phức tạp, "Khi tôi nghe bài hát lần đầu, sự hòa âm của nó thật đơn giản và trong trẻo và bạn có thể nghe rõ giọng của các thành viên, và tôi chỉ muốn cho mọi người thấy khi họ xem video, nó cũng gần giống như bạn đang ngồi đó và nghe các chàng trai hát ca khúc." Arnell sau đó hình thành ý tưởng về bối cảnh phòng thu, cho rằng đó là "cách thực hiện video rõ ràng nhất". Anh muốn làm cho video càng "tự nhiên càng tốt" mà không có "bất kì điều gì cản trở." Dù Arnell thừa nhận rằng video hơi đơn giản, buổi quay phim phải mất tới hơn mười hai tiếng để hoàn thành và anh nói rằng đó là "một trong những điều gian nan nhất mà anh từng làm." Nhóm phải hát "lặp đi lặp lại bởi vì tôi chỉ muốn tạo ra nhiều khuôn hình khác nhau, nhiều góc quay khác nhau, nhiều chất lượng khác nhau." Nói về quyết định quay phim trắng đen, Arnell thấy đó là cách tốt nhất để diễn tả đặc tính của bản ballad. Anh cũng nói rằng anh làm như vậy để video tạo ra cho người xem cảm giác One Direction đang hát trực tiếp cho bạn nghe vậy, "Nó hoàn toàn rõ ràng. Khi bạn ngồi xem video, nó gần giống như bạn đang giao tiếp bằng mắt với họ và bạn thực sự cảm thấy các chàng trai đang hát cho riêng bạn nghe vậy."
Khi ra mắt, '#LittleThingsOnVEVO' trở thành xu hướng số một trên trang mạng xã hội Twitter.
Sau khi ra mắt video âm hạc cho "Little Things" và các video teaser của nó, One Direction đăng tải phản ứng của họ về lượng lượt xem tăng 138% trên Vevo và 159% trên Facebook tại Hoa Kỳ. Nhờ hiệu ứng của video, nhóm lần đầu tiên leo lên vị trí đầu bảng trên Billboard Social 50 trong tuần thứ 52 có mặt trên bảng xếp hạng, tăng từ vị trí 10 so với tuần trước đó. Jocelyn Vena của MTV News đánh giá đây là một video khá đơn giản, có một "tĩnh âm" "bổ sung cho lời bài hát tình cảm." Sam Lanksy của Idolator đánh giá video thật "ngọt ngào và êm dịu" cũng như chỉ ra rằng video là sự chuyển mình rõ ràng so với "sự tưng bừng" của họ trong video "Live While We're Young", viết rằng sự tương phản "thật thú vị — ngay cả khi có một chút gây buồn ngủ." Một nhà nhận xét của The Huffington Post đánh giá cao cách tiếp cận "nhẹ nhàng, thoải mái" của video và kết luận rằng "sự thân mật của video kết hợp hoàn hảo với lời bài hát ngọt ngào". Một biên tập viên của Capital FM nhấn mạnh những cảnh các thành viên "đổi vai đầy cảm xúc."

## Biểu diễn trực tiếp
One Direction biểu diễn "Little Things" và "Live While We're Young" trên The X Factor Mỹ (8 tháng 11 năm 2012), và chỉ "Little Things" trên The X Factor Anh (11 tháng 11 năm 2012). Ban nhạc thể hiện ca khúc cùng với ba ca khúc khác là "What Makes You Beautiful", "Live While We're Young" và "Kiss You" trong chương trình The Today Show tại Rockefeller Center (13 tháng 11 năm 2012) trước lượng khán giả kỉ lục ước tính lên đến 15.000 người. Nhóm trình diễn "Live While We're Young" và "Little Things" trong chương trình từ thiện Children in Need 2012 của đài BBC (16 tháng 11 năm 2012). Họ tiếp tục thể hiện "Little Things" trên chương trình truyền hình Anh Surprise, Surprise (18 tháng 11 năm 2012 - Ghi hình 21 tháng 10 năm 2012), tại Royal Variety Performance 2012 (19 tháng 11), trước sự có mặt của nữ hoàng Elizabeth II, cũng như trên The X Factor Australia (20 tháng 11). "Little Things" cũng nằm trong danh sách bài hát của nhóm trong buổi diễn tại Madison Square Garden (3 tháng 12).

## Danh sách những người tham gia
- Ed Sheeran — sáng tác
- Tommy Culm — giọng bè
- Jake Gosling — sản xuất
- Chris Leonard — guitar

Credit lấy từ phần ghi chú từ album Take Me Home.

## Xếp hạng và chứng nhận
| Bảng xếp hạng (2012)                            | Vị trí cao nhất |
| ----------------------------------------------- | --------------- |
| Úc (ARIA)                                       | 9               |
| Australia Digital Songs (Billboard)             | 6               |
| Áo (Ö3 Austria Top 40)                          | 43              |
| Bỉ (Ultratop 50 Flanders)                       | 42              |
| Bỉ (Ultratop 50 Flanders Airplay)               | 16              |
| Bỉ (Ultratip Wallonia)                          | 33              |
| Brazil (Billboard Brasil Hot 100)               | 58              |
| Brazil Hot Pop Songs                            | 17              |
| Canada (Canadian Hot 100)                       | 20              |
| Canada Hot Digital Singles (Billboard)          | 9               |
| Đan Mạch (Tracklisten)                          | 23              |
| Châu Âu Digital Tracks (Billboard)              | 2               |
| Châu Âu Digital Songs (Billboard)               | 2               |
| Pháp (SNEP)                                     | 58              |
| Trường songid là BẮT BUỘC CHO BẢNG XẾP HẠNG ĐỨC | 89              |
| Ireland (IRMA)                                  | 2               |
| Ireland Digital Songs (Billboard)               | 2               |
| Israel (Media Forest)                           | 5               |
| Mexico Airplay (Billboard)                      | 157             |
| New Zealand (Recorded Music NZ)                 | 2               |
| New Zealand Digital Songs (Billboard)           | 8               |
| Scotland (OCC)                                  | 1               |
| Slovakia (Rádio Top 100)                        | 34              |
| Hàn Quốc (Gaon)                                 | 70              |
| Thụy Điển (Sverigetopplistan)                   | 27              |
| Thụy Sĩ (Schweizer Hitparade)                   | 38              |
| Anh Quốc (OCC)                                  | 1               |
| Anh Quốc (Billboard)                            | 1               |
| Hoa Kỳ Billboard Hot 100                        | 33              |
| Hoa Kỳ Pop Airplay (Billboard)                  | 18              |

| Quốc gia                                                                           | Chứng nhận  | Số đơn vị/doanh số chứng nhận |
| ---------------------------------------------------------------------------------- | ----------- | ----------------------------- |
| Úc (ARIA)                                                                          | 2× Bạch kim | 140.000^                      |
| Canada (Music Canada)                                                              | Bạch kim    | 80,000^                       |
| México (AMPROFON)                                                                  | Vàng        | 30,000*                       |
| New Zealand (RMNZ)                                                                 | Vàng        | 7.500*                        |
| Na Uy (IFPI)                                                                       | 2× Bạch kim | 20.000*                       |
| Hoa Kỳ (RIAA)                                                                      | Bạch kim    | 1.000.000^                    |
| * Chứng nhận dựa theo doanh số tiêu thụ. ^ Chứng nhận dựa theo doanh số nhập hàng. |             |                               |

| Bảng xếp hạng (2012)               | Vị trí cao nhất |
| ---------------------------------- | --------------- |
| Anh Quốc (Official Charts Company) | 65              |
| Bảng xếp hạng (2013)               | Vị trí          |
| Canada (Canadian Hot 100)          | 99              |

## Lịch sử phát hành
| Quốc gia | Ngày                | Định dạng                   | Hãng đĩa |
| -------- | ------------------- | --------------------------- | -------- |
| Ý        | 3 tháng 12 năm 2012 | Phát thanh contemporary hit | Sony     |